# Arabidella nasturtium
Arabidella nasturtium är en korsblommig växtart som först beskrevs av Ferdinand von Mueller, och fick sitt nu gällande namn av Elizabeth Anne Shaw. Arabidella nasturtium ingår i släktet Arabidella och familjen korsblommiga växter. Inga underarter finns listade i Catalogue of Life.